# 三栖一明
三栖一明 (みす かずあき 1973年生まれ) は、佐賀県鳥栖市出身のグラフィックデザイナー。

## 来歴・人物
1973年佐賀県鳥栖市生まれ。
佐賀県立鳥栖高等学校を卒業後、九州造形短期大学 (現九州産業大学造形短期大学部)に進学、グラフィックデザインを学ぶ。
唯一無二の個性的なグラフィックを得意とし、他のアーティストからの評価も高い。
初期は手作業でのコラージュ・レタリングによる作品が多かったが、途中からMacが導入され表現の幅が大きく広がった。
現NUMBER GIRL、現ZAZEN BOYSの向井秀徳は高校3年時のクラスメイトである。
音楽など趣味を通じて仲を深め、後に向井は数年にわたり三栖の実家を出入りするようになる。
高校卒業後も向井との親交は続き、NUMBER GIRL 福岡インディーズ時代のアートワークや音楽イベント(チェルシーQ)のフライヤーなど
向井に関わる作品のデザインを全て手がけてきた。
1998年、NUMBER GIRLのメジャー契約と同時に彼らのデザイナー兼スタッフとして三栖も上京。東芝EMIの業務委託スタッフとなる。
向井は当時を「三栖一明はナンバーガールのメンバーみたいな存在だった」と語っている。
事実、1997年のautomatic kiss records版「SCHOOL GIRL BYE BYE」のジャケットにはメンバーの1人として三栖の名前が「graphic」担当で載っている。
またナンバーガールの宣材写真等に何度か登場する仏の被り物をした漢の正体は基本三栖である。
NUMBER GIRLの映像作品『NUMBER GIRLを映像で思い出す』では向井秀徳、加茂啓太郎、吉田昌弘、斎藤匡崇らと共に
友人としてオーディオコメンタリーに参加しており、三栖の声を聞くことができる。
(映像開始3分42秒に『田渕ひさ子ハタチの誕生日』を祝う三栖の後ろ姿が映っている)
NUMBER GIRL 解散後はフリーランスのデザイナーとして活動。屋号はeyepop
2017年8月には向井秀徳著『三栖一明』刊行記念として三栖一明「向井秀徳」展が渋谷GALLERY X BY PARCOで開催された。
同展では、向井の宅録時代のユニット「ナンバーファイブ」やNUMBER GIRL、ZAZEN BOYSなどの、三栖が手がけた作品が展示された。
過去にアートワークを手がけたアーティストはNUMBER GIRL、ZAZEN BOYS、KIMONOS、bloodthirsty butchers、Base Ball Bear、The SALOVERS など

## 関連書籍
向井秀徳著　『三栖一明』(2017年9月1日初版発行) 発行所　ギャンビット